# Susanne Würmell
Susanne Würmell (* 1. Mai 1968 in Frankfurt am Main) ist eine deutsche Musikerin und Clownin. Würmell ist eine Glasharfenspielerin und arbeitet als Konzert-Glasharfenistin sowie unter dem Pseudonym Josephine als Musikalclownin. Sie gründete als Glasmusik-Solistin die Duos glass&strings und GuiGla-Duo mit Glasharfe und Gitarre, spielte bei den Europäischen Glasmusikfestspielen, der Potsdamer Schlössernacht, der Südwestrundfunk-Quizshow Sag die Wahrheit und konzertierte als Solistin mit den Berliner Philharmonikern.

## Tonträger
- tango de cristal. CD. ABC Roxxon, Hannover 2010.
- Im Meer der Töne. CD. Hofa Media, Hannover 2014.